# Санта-Фе (Аргентина)
```

```

Са́нта-Фе-де-ла-Ве́ра-Крус (ісп. Santa Fe de la Vera Cruz), або скорочено Санта-Фе (ісп. Santa Fe) — місто в північно-східній частині Аргентини, столиця провінції Санта-Фе та центр її столичного департаменту. 
Місто розташоване за 25 км від місця впадіння річки Ріо-Саладо у річку Парана, навпроти міста Парана, з яким зв'язане підводним тунелем Рауля Уранги — Карлоса Сільвестра Беньїса. Населення міста становить 391 231 мешканців (перепис INDEC 2010 року), а населення агломерації — 549 544 мешканців. 

## Історія

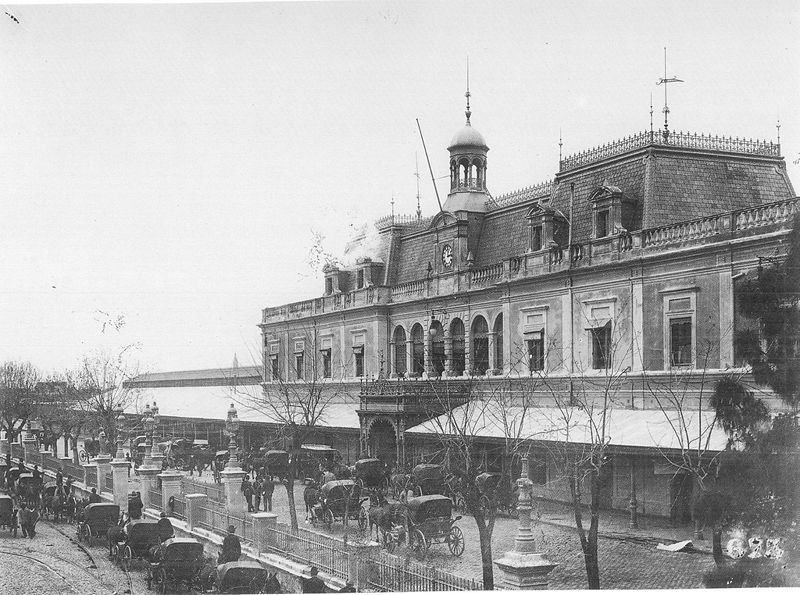
Залізничний вокзал Санта-Фе у 1905

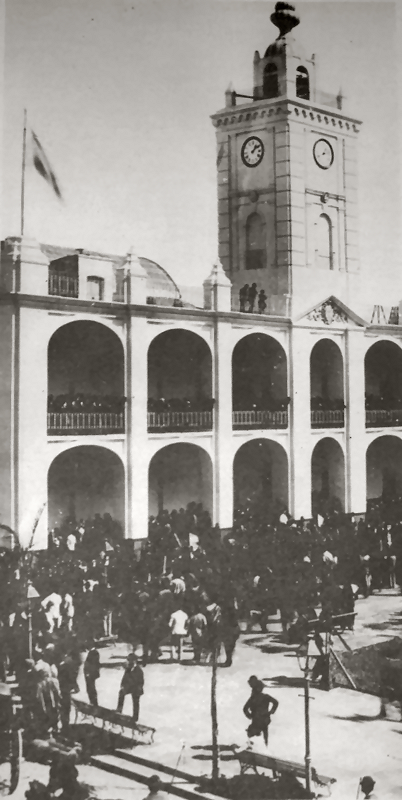
Муніципалітет у XIX ст.

За наказом Мартіна Суареса де Толедо, губернатора Ріо-де-ла-Плати і Парагваю, 80 осіб на чолі з Хуаном де Гараєм заснували місто Санта-Фе (ісп. Santa Fe — Свята Віра) 15 листопада 1573 року. Спочатку місто знаходилося на берегах річки Кілоасас (нині Сан-Хав'єр) і було важливою стоянкою на торгових шляхах.
У 1661-х у Санта-Фе проживали 300 осіб. Через постійні паводки і руйнування берегів річки, а також появу у місцевості нового племені індіанців кальчакі, у 1651—1660 роках місто було перенесено за 80 км від його початкового розташування. Одночасно його назву було змінено на Санта-Фе-де-ла-Вера-Крус (ісп. Santa Fe de la Vera Cruz — Свята Віра Істинного Хреста). У XX ст. рештки старого міста були віднайдені і на його місці збудовано археологічний музей.
Після створення віце-королівства Ріо-де-ла-Плата 12 серпня 1776 року Санта-Фе перейшло під його юрисдикцію від віце-королівства Перу.
Після отримання Аргентиною незалежності 1810 року Санта-Фе продовжував залежати від Буенос-Айреса до 26 квітня 1815 року, коли було обрано губернатора новоствореної провінції Санта-Фе.
1 травня 1853 року у Санта-Фе було затверджено першу конституцію Аргентини, саме тому місто часто називають Колискою Конституції.
2 жовтня 1833 року місто відвідав Чарлз Дарвін під час своєї навколосвітньої подорожі.
9 грудня 1955 року поблизу Санта-Фе відкрився аеропорт.

## Економіка
Санта-Фе є комерційним та транспортним центром великого сільськогосподарського району, де виробляються зернові культури, рослинні олії та м'ясо. Також місто є важливим туристичним, культурним та освітнім центром. У місті розташований Католицький університет Санта-Фе (заснований в 1959 році), Національний прибережний університет (відкритий як Провінціальний університет Санта-Фе в 1889 році), кілька музеїв та велике число будівель колоніальної епохи. Санта-Фе є важливим портом завдяки своєму вигідному стратегічному положенню між Асунсьйоном і Буенос-Айресом.
Під час економічної кризи в Аргентині у Санта-Фе був досить великий рівень безробіття, але останнім часом промисловість міста пішла вгору. У 2002—2006 роках створено:
- 59 000 робочих місць у харчовій промисловості
- 54 000 робочих місць у текстильній і шкіряній промисловості
- 46 000 робочих місць у металургії

Наразі спостерігається зростання туризму, електроніки, фармацевтики, автомобільної промисловості, торгівлі.
Кількість населення за межею бідності у Санта-Фе оцінюється від 13,7% до 8,4%.

## Клімат

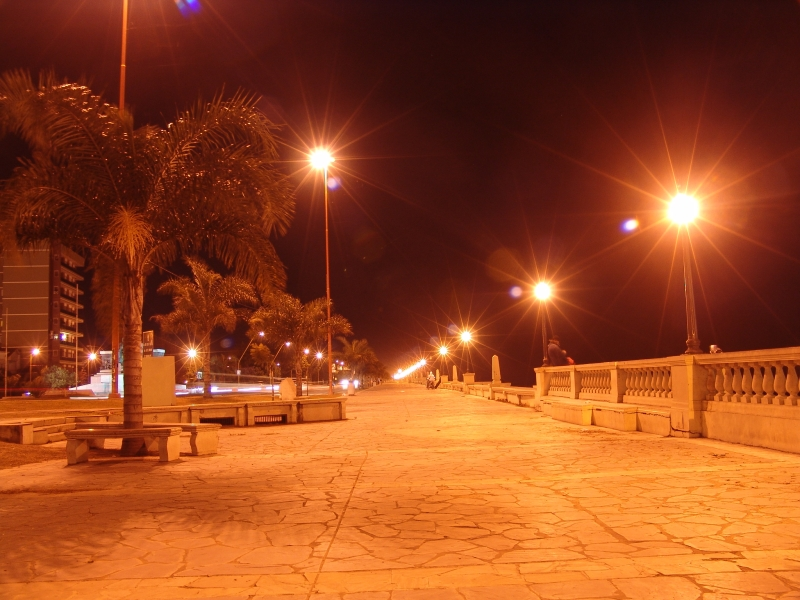
Узбережжя Парани

Клімат Санта-Фе помірний. Значний влив на нього справляє близькість річки Парана. Пори року виражені нечітко, ясно можна виділити лише теплий сезон з жовтня по квітень. Денна амплітуда коливань температури, відносна вологість повітря і кількість опадів зростає зі сходу на захід міста.
Середня зимова температура 12 °C при вологості 65%, літня 26 °C при вологості 55%. Абсолютний максимум температури за період спостережень з 1961 по 1990 роки 45,6 °C, абсолютний мінімум −8,2 °C.
Місто часто страждає від повеней річок Саладо і Парана. У березні 2007 року через високий рівень води в обох річках значна частина Санта-Фе була підтоплена, довелося евакуювати кілька тисяч осіб. У квітні 2003 року повінь на Ріо-Саладо змусила евакуювати 150 тисяч людей, третина міста була підтоплена.
| Клімат Санта-Фе (1961—1990) | Клімат Санта-Фе (1961—1990) | Клімат Санта-Фе (1961—1990) | Клімат Санта-Фе (1961—1990) | Клімат Санта-Фе (1961—1990) | Клімат Санта-Фе (1961—1990) | Клімат Санта-Фе (1961—1990) | Клімат Санта-Фе (1961—1990) | Клімат Санта-Фе (1961—1990) | Клімат Санта-Фе (1961—1990) | Клімат Санта-Фе (1961—1990) | Клімат Санта-Фе (1961—1990) | Клімат Санта-Фе (1961—1990) | Клімат Санта-Фе (1961—1990) |
| Показник | Січ.                        | Лют.                        | Бер.                        | Квіт.                       | Трав.                       | Черв.                       | Лип.                        | Серп.                       | Вер.                        | Жовт.                       | Лист.                       | Груд.                       | Рік                         |
| Абсолютний максимум, °C | 45,6                        | 40,9                        | 38,6                        | 35,1                        | 34,3                        | 29,9                        | 32,4                        | 38,6                        | 39,9                        | 41,0                        | 40,1                        | 41,5                        | 45,6                        |
| Середній максимум, °C | 32,1                        | 30,7                        | 28,1                        | 24,5                        | 21,6                        | 17,8                        | 17,8                        | 19,6                        | 21,8                        | 25,0                        | 27,9                        | 30,6                        | 24,8                        |
| Середня температура, °C | 25,4                        | 24,3                        | 22,1                        | 18,4                        | 15,6                        | 11,9                        | 11,8                        | 13,1                        | 15,2                        | 18,6                        | 21,5                        | 24,1                        | 18,5                        |
| Середній мінімум, °C | 19,5                        | 18,9                        | 17,3                        | 13,8                        | 10,7                        | 7,3                         | 7,3                         | 7,9                         | 9,8                         | 13,2                        | 15,9                        | 18,2                        | 13,3                        |
| Абсолютний мінімум, °C | 9,2                         | 8,2                         | 4,1                         | 0,2                         | −5                          | −6                          | −8,2                        | −5                          | −2,5                        | 0,2                         | 4,9                         | 5,6                         | −8,2                        |
| Середня кількість сонячних годин на місяць | 269,7                       | 240,1                       | 210,8                       | 180,0                       | 167,4                       | 135,0                       | 148,8                       | 179,8                       | 171,0                       | 217,0                       | 240,0                       | 241,8                       | 2401,4                      |
| Норма опадів, мм | 114                         | 113                         | 151                         | 90                          | 45                          | 28                          | 28                          | 35                          | 59                          | 99                          | 108                         | 101                         | 977                         |
| Днів з опадами | 8                           | 7                           | 9                           | 7                           | 5                           | 4                           | 5                           | 5                           | 6                           | 8                           | 8                           | 8                           | 80                          |
| Вологість повітря, % | 74                          | 79                          | 82                          | 85                          | 85                          | 86                          | 85                          | 82                          | 79                          | 77                          | 77                          | 75                          | 81                          |
| --- | --------------------------- | --------------------------- | --------------------------- | --------------------------- | --------------------------- | --------------------------- | --------------------------- | --------------------------- | --------------------------- | --------------------------- | --------------------------- | --------------------------- | --------------------------- |
| Джерело: NOAA,Oficina de Riesgo Agropecuario (record highs and lows), Servicio Meteorológico Nacional (precipitation days 1961–1990, humidity 1981–1990), UNLP (sun only) |                             |                             |                             |                             |                             |                             |                             |                             |                             |                             |                             |                             |                             |

## Освіта
У місті Санта-Фе знаходиться велика кількість навчальних закладів усіх рівнів, як приватних, так і державних, як світських, так і релігійних. Найвідомішими середніми школами є Коледж Адмірала Брауна (ісп. Colegio Almirante Brown) і Вища Індустріальна Школа (ісп. Escuela Industrial Superior). Муніципальний Ліцей пропонує навчальні курси іноземних мов, письменницької майстерності, музики, танцю.
Також у Санта-Фе знаходиться декілька університетів:
- Національний прибережний університет (ісп. Universidad Nacional del Litoral) — один з найстаріших в Аргентині, заснований 17 жовтня 1919 року Іполіто Іріґоєном. В університеті навчаються понад 28 тисяч студентів на 9 факультетах[15]. Найпрестижнішим факультетом вважається хімічний.
- Регіональне відділення Національного Технологічного Університету (ісп. Universidad Tecnológica Nacional) — відкрите 1953 року, має 2600 студентів[16]
- Католицький університет Санта-Фе (ісп. Universidad Católica de Santa Fe) — заснований 19 червня 1957 року, близько 10 тисяч студентів[17]

## Транспорт

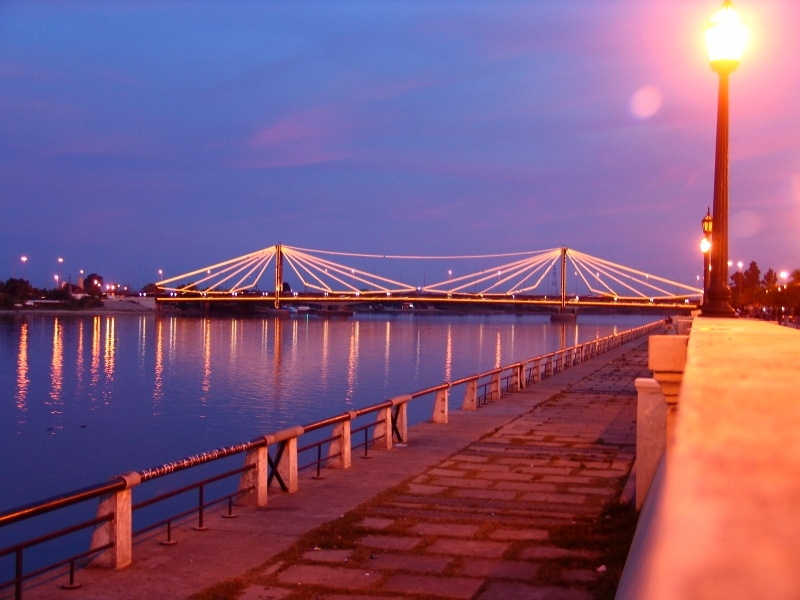
Міст через Парану

Громадський транспорт міста представлений 20 лініями автобусів.
Санта-Фе має такі шляхи сполучення з іншими містами:
- міжнародний аеропорт Саусе Вьєхо, розташований за 17 км від міста
- залізниця, яка займається переважного вантажними перевезеннями:
  - лінія Мітре
  - лінія Бельграно
- автомобільні шляхи:
  - національна траса № 168: поєднує Санта-Фе із містом Парана за допомогою тунелю Рауля Уранги — Карлоса Сільвестра Бегніса
  - національна траса № 19: поєднує Санта-Фе з Кордовою
  - національна траса № 11: поєднує Санта-Фе з містами провінцій Чако і Формоса, містом Росаріо
  - автошлях «Бригадир Лопес»: поєднує Санта-Фе з Росаріо
  - провінційна траса № 1: поєднує Санта-Фе з містом Реконкіста на північному сході провінції
  - провінційна траса № 70: поєднує з містами Есперанса і Рафаела
  - провінційна траса № 9: поєднує Санта-Фе за аеропортом і містами на півдні провінції
- порт на річці Парана

## Туризм

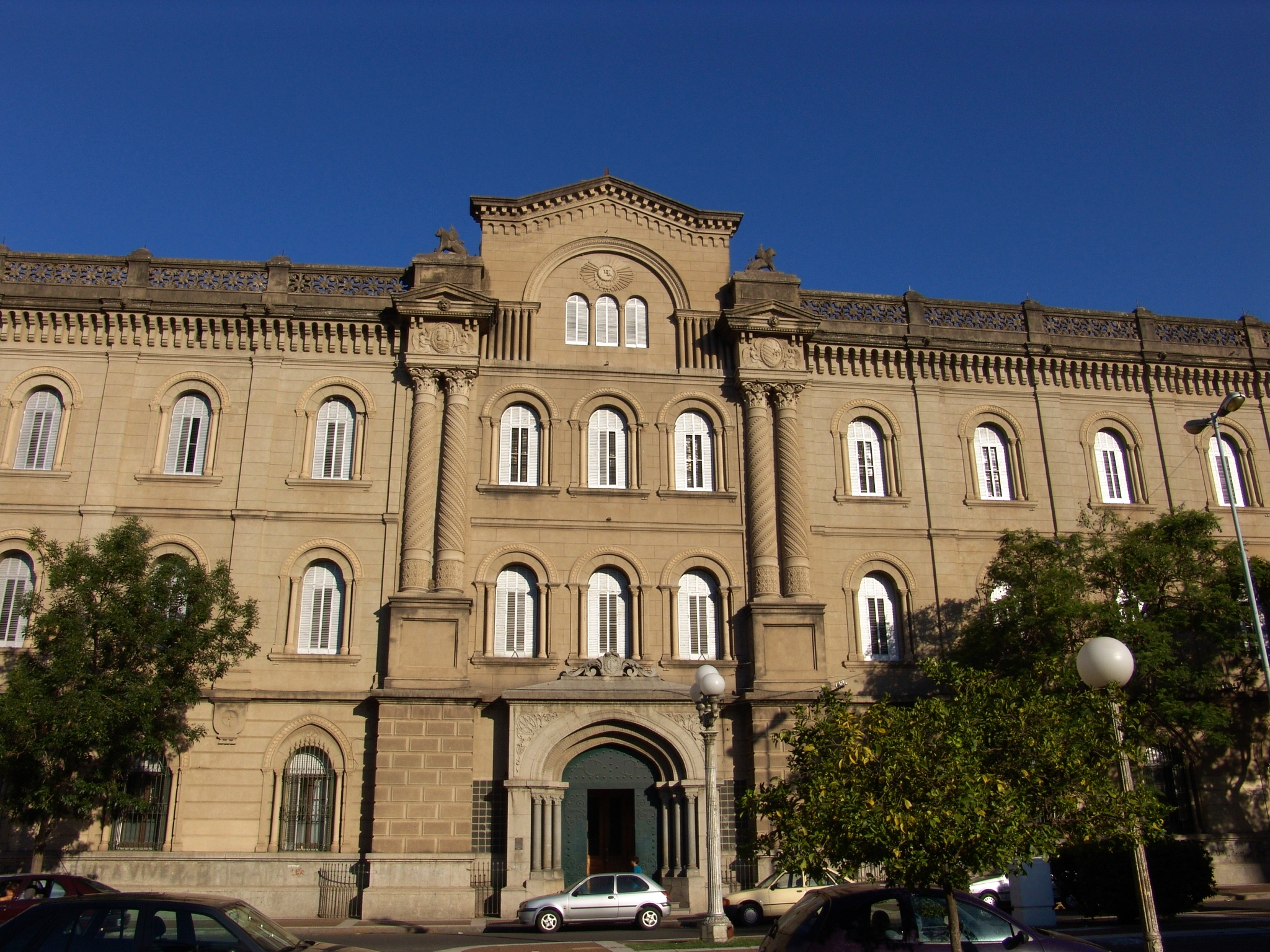
Колегія Інмакулада

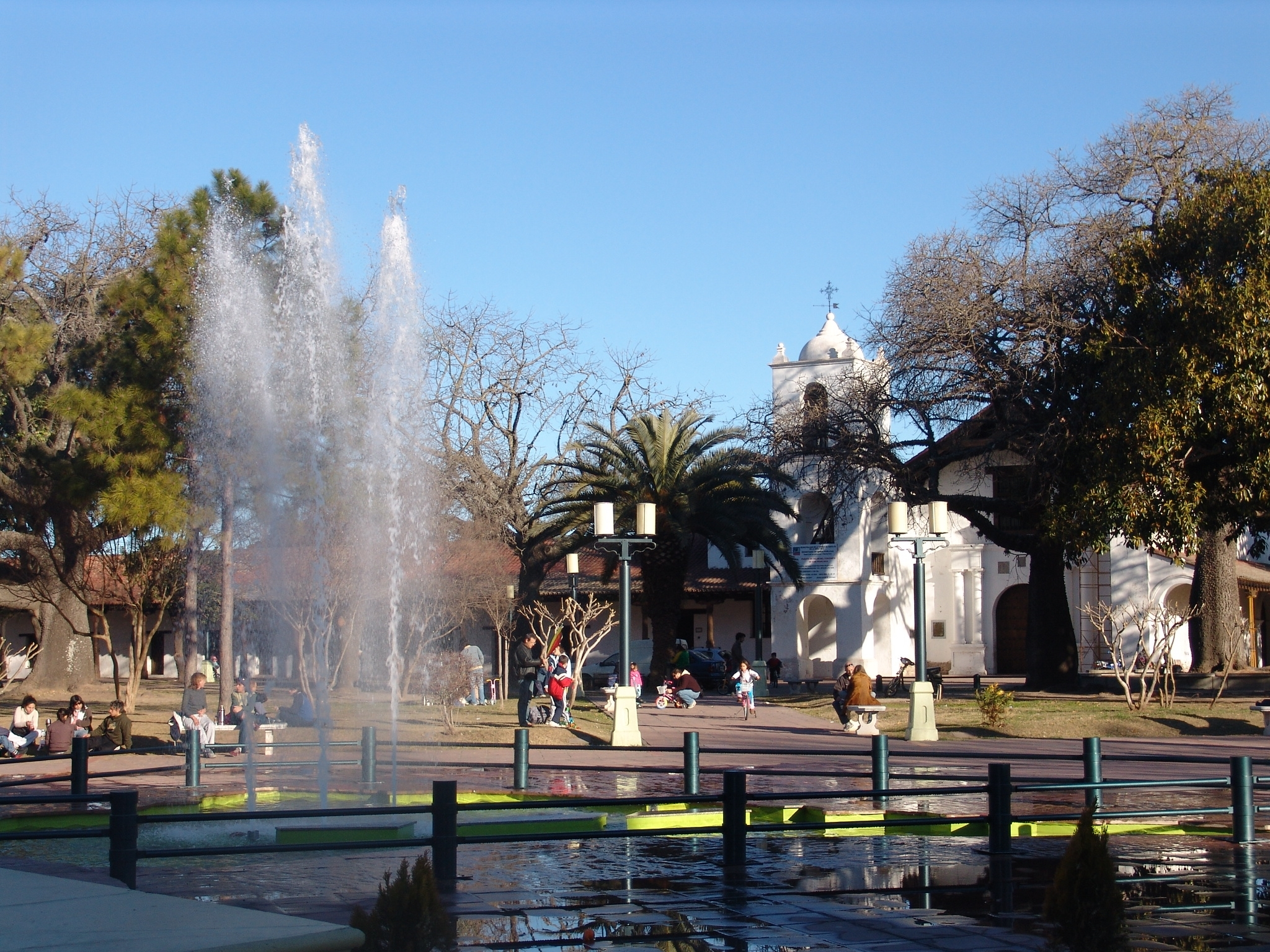
Алея Двох культур

Санта-Фе є історичним містом, відомим перш за все як колиска аргентинської конституції.
Останнім часом місто переживає туристичний бум. У липні 2010 року Санта-Фе відвідали 12 593 туристів, що на 1456 осіб більше, ніж за той же період 2006.
У Санта-Фе приїжджають на полювання, риболовлю, катання на водних лижах, віндсерфінг, сафарі, кінні і піші прогулянки по островах. У районі Реколета знаходиться велика кількість нічних клубів і ресторанів.
Місто має різноманітну архітектуру, від старовинних будівель Будинку Уряду, церков, музеїв до сучасних будинків у центрі.
Найвідомішим театром Санта-Фе є Муніципальний, збудований 1903 року. Також у місті є такі театри:
- 2 амфітеатри
- Провінційний культурний центр
- Будинок Іспанії
- Театр Лус-і-Фуерса (ісп. Teatro Luz y Fuerza)
- Театр Ель Естудіо
- Ла Трамоя
- Ла Урдімбре
- Ла Авадіа
- Будинок Маестро
- Морено
- Культурний центр Лос Еспехос
- Університетський культурний форум
- Ель Ретабло
- Будинок культури
- Майданчик муніципального кемпінгу
- Театр Національного технологічного університету

У місті знаходяться такі музеї:

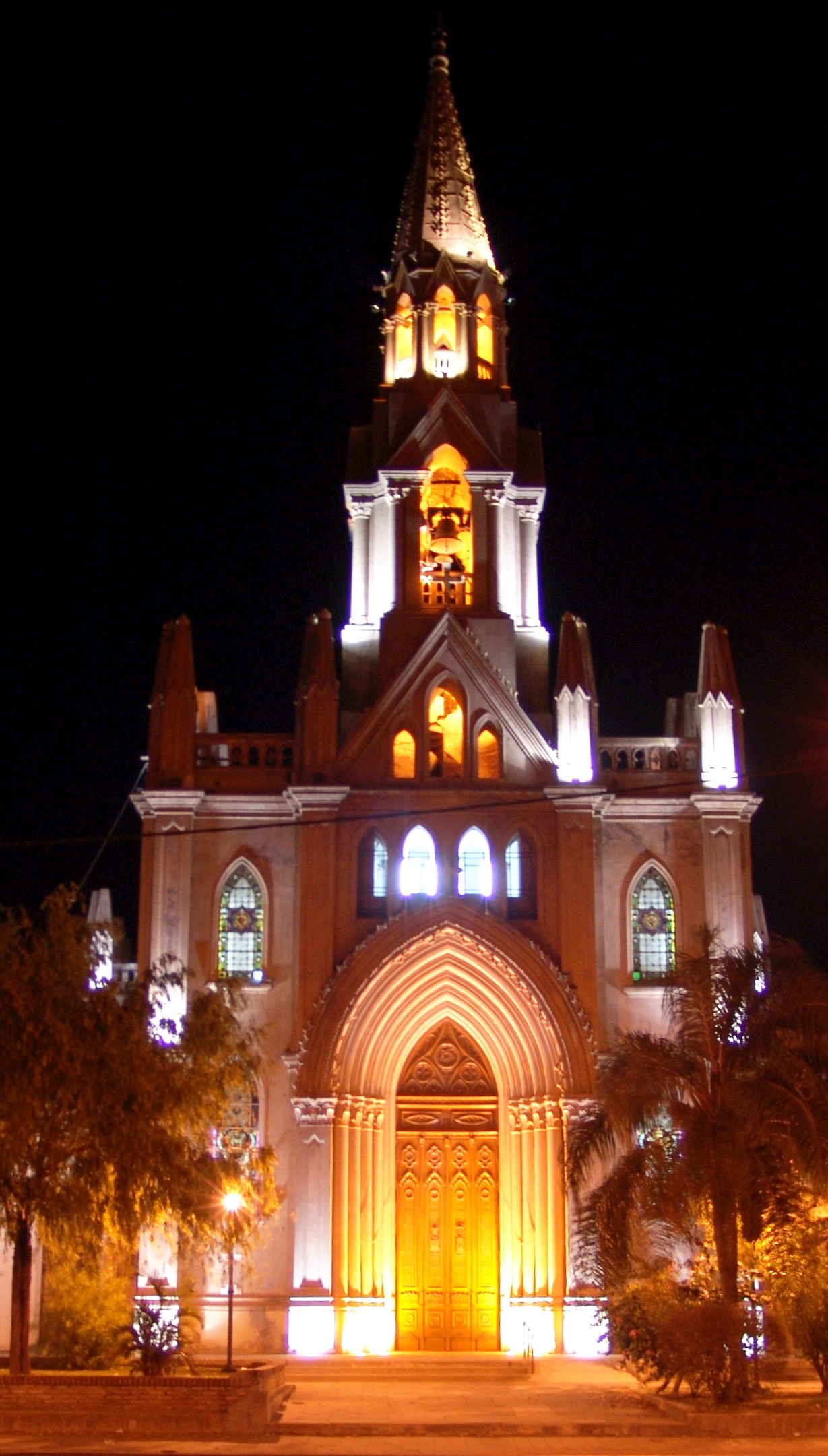
Базиліка Богоматері Гвадалупської

- Музей Образотворчих мистецтв Роса Галістео де Родрігес — заснований 25 травня 1922 року, має колекцію з 2100 робіт[20]
- Етнографічний і колоніальний музей
- Провінційний історичний музей
- Муніципальний музей візуальних мистецтв Сор Хосефа Діас-і-Крусельяс
- Музей Сан-Франсіско
- Музей міста
- Музей природничих наук Флорентіно Амегіно
- Музей Інмакулада
- Залізничний музей
- Музей сучасного мистецтва Національного прибережного університету
- Музей поліції Бернабе де Лухан
- Музей обсерваторії
- Руїни старого Санта-Фе
- Будинок Альдао
- Будинок Естаніслао Лопеса
- Пивоварний музей

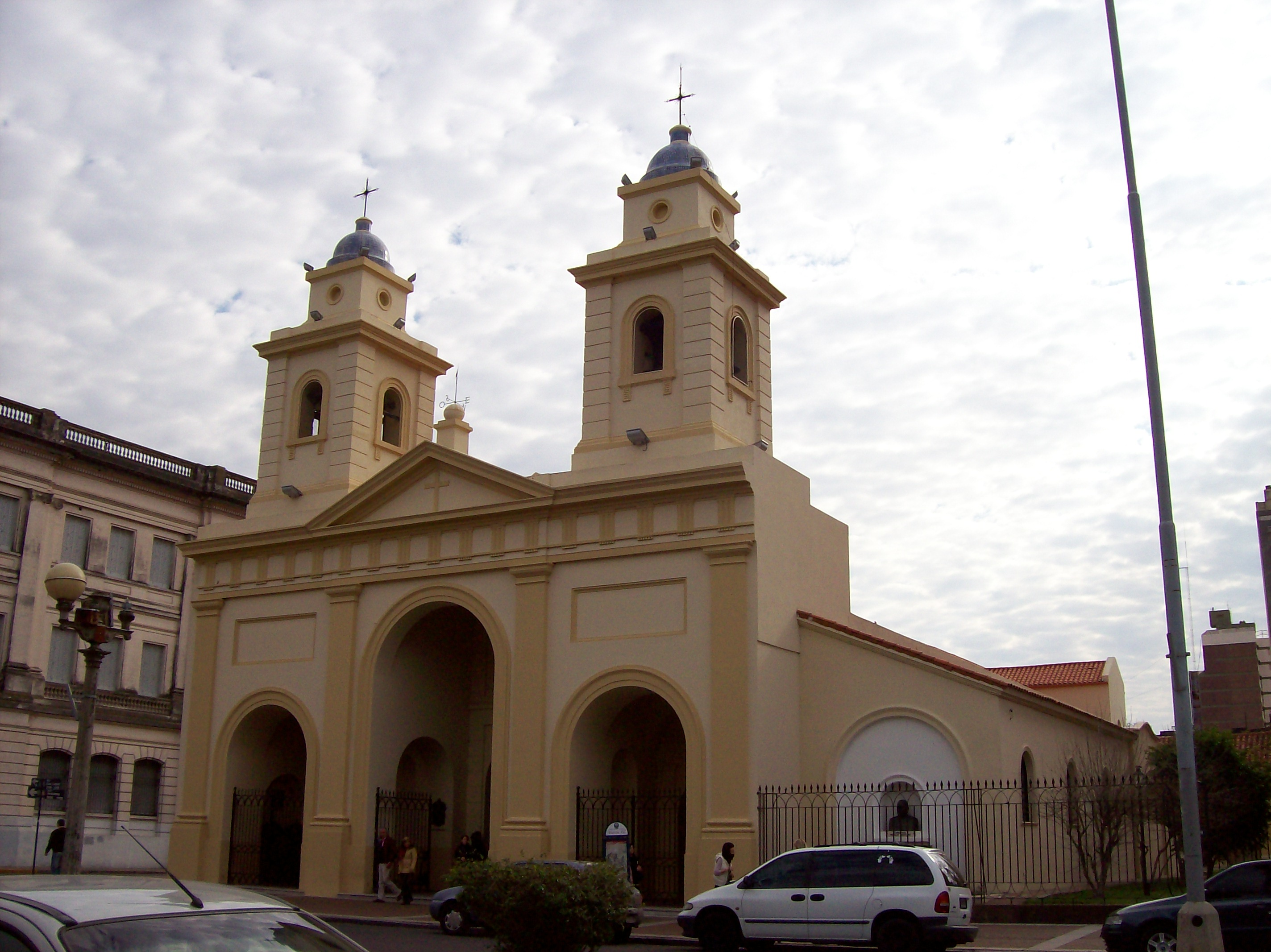
Архієпископський собор

З часів свого заснування Санта-Фе був дуже релігійним містом, завдяки чому тут знаходиться велика кількість церков і монастирів, зокрема:
- Базиліка Богоматері Гвадалупської (ісп. Basílica Nuestra Señora de Guadalupe)
- Базиліка Богоматері Кармен (ісп. Basílica Nuestra Señora del Carmen)
- Архієпископський собор (ісп. Catedral Metropolitana)
- Монастир Санто-Домінго (ісп. Convento de Santo Domingo)
- Монастир Святого Франциска (ісп. Convento de San Francisco)
- Церква Серця Ісусового (ісп. Sagrado Corazón de Jesús)
- Церква Богоматері Кармен (ісп. Nuestra Señora del Cármen)
- Церква Богоматері дель Уерто (ісп. Nuestra Señora del Huerto)
- Церква Богоматері дель Трансіто (ісп. Nuestra Señora del Tránsito)
- Церква Богоматері Ла Мерсед (ісп. Nuestra Señora de la Merced)
- Церкви Богоматері Фатіма (ісп. Nuestra Señora de Fátima)
- Церква Богоматері Лурдес (ісп. Nuestra Señora de Lourdes)
- Церква Богоматері Луханської (ісп. Nuestra Señora del Luján)
- Церква Святого Йосипа (ісп. Parroquia San José (Padres Agustinos Recoletos))
- Церква Святого Івана (ісп. Parroquia San Juan)
- Церква Святого Павла (ісп. Parroquia San Pablo)
- Церква Святого Петра (ісп. Parroquia San Pedro)
- Церква Сан Роке (ісп. Parroquia San Roque)
- Церква Святої Рити Касійської (ісп. Parroquia Santa Rita de Casia)
- Церква Святої Тересіти (ісп. Parroquia Santa Teresita del Niño Jesús)
- Церква Богоматері Мілагрос (ісп. Nuestra Señora de los Milagros)

На півночі Санта-Фе знаходиться зоопарк.

## Спорт
Найпопулярнішим видом спорту у Санта-Фе, як і по всій Аргентині, є футбол. Найважливіші футбольні клуби міста:
- Колон (ісп. Club Atlético Colón de Santa Fe) — грає у першому дивізіоні. Заснований 5 травня 1905 року. Має власний стадіон
- Юніон (ісп. Club Atlético Unión de Santa Fe) — грає у другому дивізіоні. Заснований 15 квітня 1907 року. Має власний стадіон.
- Хімнасія і Есгріма (ісп. Club Atlético Gimnasia y Esgrima) — заснований 21 травня 1901 року.

Другим найпопулярнішим видом спорту у Санта-Фе є регбі. 
З 1961 року у місті проводиться марафон Санта-Фе — Коронда, один з найважливіших у світі.
З 1928 року у Санта-Фе діє іподром.
У Санта-Фе проводилися такі значні спортивні заходи:
- 1982 — Південноамериканські ігри
- 1990 — світовий чемпіонат з баскетболу
- 2002 — чемпіонат світу з волейболу серед чоловіків
- 2010 — юнацький чемпіонат світу з регбі
- 2011 — кубок Америки з футболу

## Відомі особи
У місті Санта-Фе народилися такі відомі люди:
- Рубен Аяла — аргентинський футболіст і тренер
- Карлос Бальдомір — аргентинський боксер, чемпіон світу 2006 у напівсередній вазі за версією WBC
- Себастьян Алехандро Батталья — аргентинський футболіст, грає за Бока Хуніорс та збірну Аргентини
- Ектор Купер — аргентинський футболіст і тренер
- Карлос Дельфіно — аргентинський баскетболіст, чемпіон Південної Америки 2004 року, олімпійський чемпіон 2004 року
- Карлос Гуаставіно — композитор
- Леопольдо Луке — футболіст, чемпіон світу 1978 року
- Карлос Ройтеман — гонщик Формули 1
- Аріель Рамірес — піаніст, композитор, диригент
- Нері Пумпідо — тренер і футболіст, чемпіон світу 1986
- Хуан Антоніо Піцці — футболіст і тренер, володар Золотої Бутси 1996
- Андрес Носьйоні — баскетболіст, чемпіон Південної Америки 2001 року, олімпійський чемпіон 2004 року
- Хорхе Сампаолі — арґентинський тренер з футболу, переможець Копа Америка-2015 зі збірною Чилі

## Міста-побратими
- Швейцарія, Аарау
- Іспанія, Санта-Фе
- Іспанія, Енсінас-Реалес
- Іспанія, Мондрагон
- Іспанія, Хунта-де-Вільяльба-де-Лоса (з 19.11.2008)
- Ізраїль, Афула
- Ізраїль, Хайфа
- Італія, Кунео (з 6.11.2004)[21]
- Італія, П'ємонт (з 6.11.2004)
- Перу, Каяо
- Уругвай, Канелонес
- Уругвай, Монтевідео
- Марокко, Тетуан